# حسين القزاز
حسين القزاز رجل أعمال مصري، ومستشار اقتصادي لجماعة الإخوان المسلمين، تولى الإشراف على الجانب الاقتصادي ضمن الفريق المعد لمشروع النهضة الذي تبناه محمد مرسي في برنامجه الانتخابي [الإنجليزية]، وكان ضمن الفريق الممثل لحزب الحرية والعدالة في الزيارات الدولية للاستفادة من تجاربها في مشروع النهضة.
وهو أستاذ جامعي، ورئيس مجلس إدارة مجموعة «سكوبوس» للاستشارات، وهي شركة استشارية متخصصة في توفير حلول التطوير التنظيمي للشركات في منطقة الشرق الأوسط وأفريقيا.